# Качар (округ)

Округа Ассама (14 — Качар)

Качар (бенг. কাছাড়; англ. Cachar) — округ на юге индийского штата Ассам. Образован в 1830 году. Административный центр — город Силчар. Площадь округа — 3786 км². По данным всеиндийской переписи 2001 года население округа составляло 1 444 921 человек. Уровень грамотности взрослого населения составлял 67,8 %, что выше среднеиндийского уровня (59,5 %). Доля городского населения составляла 13,9 %.